# Alternative Trippin’
Alternative Trippin – składanka wydana 10 sierpnia 2007 roku przez wytwórnię Chaos Management Group. Zawiera utwory zespołów z całego świata.

## Lista utworów
| 1.  | "Twice In A Lifetime"- THE HORROR THE HORROR (Szwecja)                |  |
|     |                                                                       |  |
| 2.  | "Den Doda Vinkeln"- KENT (Szwecja)                                    |  |
|     |                                                                       |  |
| 3.  | "Go Outside Again"- MAGENTA SKYCODE (Finlandia)                       |  |
|     |                                                                       |  |
| 4.  | "Just Heads Dropping" – RUBIK (Finlandia)                             |  |
|     |                                                                       |  |
| 5.  | "Every Bruise" – BRANDED WOMEN (Finlandia)                            |  |
|     |                                                                       |  |
| 6.  | "All The Best Girls" – LAPKO (Finlandia)                              |  |
|     |                                                                       |  |
| 7.  | "Landslide" – WASHINGTON (Norwegia)                                   |  |
|     |                                                                       |  |
| 8.  | "The Park 1920" – JULIAN BERNTZEN (Norwegia)                          |  |
|     |                                                                       |  |
| 9.  | "Welcome To The Party" – EMOTIONAL ELVIS (Holandia)                   |  |
|     |                                                                       |  |
| 10. | "Big Hair revolution" – The EXPLODERS (Australia)                     |  |
|     |                                                                       |  |
| 11. | "Sunny Disposition" – TOBIAS CUMMINGS & THE LONG WAY HOME (Australia) |  |
|     |                                                                       |  |
| 12. | "All paths Lead To You" – PHOROUS (Singapur)                          |  |
|     |                                                                       |  |
| 13. | "Great Sadayu" – SADAYU (Japonia)                                     |  |
|     |                                                                       |  |
| 14. | "Do not open my refrig" – QUARTZ-HEAD 01 (Japonia)                    |  |
|     |                                                                       |  |
| 15. | "Boom Pam" – HATUL&HATULA (Izrael)                                    |  |
|     |                                                                       |  |
| 16. | "Haivrit" – MESIBAT KITA – (Izrael)                                   |  |
|     |                                                                       |  |
| 17. | "Otto Pilotto" – ARTUR ROJEK (Polska)                                 |  |
|     |                                                                       |  |
| 18. | "Hej, chłopcze (acoustic version)" – COOL KIDS OF DEATH (Polska)      |  |
|     |                                                                       |  |
| 19. | "Now" – SILVER ROCKET (Polska)                                        |  |
|     |                                                                       |  |
| 20. | "10000 miles" – IOWA SUPER SOCCER (Polska)                            |  |
|     |                                                                       |  |